# Mergobener
Mergobener is een bestuurslaag in het regentschap Sidoarjo van de provincie Oost-Java, Indonesië. Mergobener telt 1788 inwoners (volkstelling 2010).